# Nationalpark Güeppí Sekime
Der Nationalpark Güeppí Sekime, span. Parque Nacional Gueppí-Sekime, ist ein Schutzgebiet im tropischen Regenwald des Departamentes Loreto in Peru. Es wurde 2012 ausgewiesen und ist 2.036,29 km² groß. Zusammen mit dem angrenzenden La-Paya-Nationalpark in Kolumbien und dem Naturreservat Cuyabeno in Ecuador ist der Nationalpark Güeppí Sekime Teil eines länderübergreifenden Schutzgebietes entlang des Río Putumayo.

## Klima
Das Klima ist feuchtheiß mit einer Mitteltemperatur von 25,5 °C. Der Niederschlag schwankt zwischen 2500 und 2800 mm.

## Fauna
Der Nationalpark beherbergt 417 Vogel-, 97 Säugetier-, 48 Reptilien-, 45 Amphibien- und 17 Fischarten. Unter den bedrohten Arten befinden sich u. a.  der Jaguar, der in Peru Otorongo genannt wird, Riesengürteltier, Großer Ameisenbär, Südamerikanischer Fischotter, Amazonas-Manati, Amazonasdelfin und Terekay-Schienenschildkröte.

## Flora
Es gibt 627 Pflanzenarten im Nationalpark, darunter Aniba rosaedora, Parahancornia peruviana und Didymopanax morototoni sowie der Kapokbaum.